# Paradoja de Grelling-Nelson
La paradoja de Grelling-Nelson es una paradoja verbal formulada en 1908 por Kurt Grelling y Leonard Nelson y es atribuida incorrectamente al filósofo y matemático alemán  Hermann Weyl. Por esto se le llama ocasionalmente la paradoja de Weyl así como la paradoja de Grelling. Es análoga a otras paradojas conocidas, como la Paradoja del barbero.
La paradoja utiliza las palabras inventadas "autológico" y "heterológico". Una palabra es autológica si se describe a sí misma. Por ejemplo "corto" y "esdrújula" son autológicas, ya que la palabra "corto" es relativamente corta y la palabra "esdrújula" es esdrújula. Las palabras que no son autológicas se denominan heterológicas. "Largo" es una palabra heterológica, al igual que "monosilábico".

## La paradoja
Suponiendo que interpretamos las palabras "autológico" y "heterológico" de la siguiente forma:
1. Un adjetivo es autológico (o bien homológico) si y sólo si se describe a sí mismo. Por ejemplo, "sustantivo" es una palabra autológica, ya que la palabra "sustantivo" es un sustantivo en sí misma. También las palabras "español" y "hexasilábico" son autológicas
2. Un adjetivo es heterológico si no se describe a sí mismo. De esta forma, "largo" es una palabra heterológica (porque no es una palabra larga), así como "monosilábico" e "invisible".

Todos los adjetivos, al parecer, deben ser o bien autológicos o bien heterológicos, ya que un adjetivo se describe a sí mismo o no lo hace. Sin embargo, hay problemas en varios casos:

### Casos paradójicos
La paradoja de Grelling–Nelson se presenta cuando se considera el adjetivo "heterológico". Se puede preguntar ¿la palabra "heterológico" es heterológica? Si la respuesta es 'no', entonces "heterológico" es una palabra autológica. Esto lleva a una contradicción, porque en este caso "heterológico" no se describe a sí misma: debe ser una palabra heterológica. Pero si la respuesta es 'sí', entonces "heterológico" es una palabra heterológica. Esto también lleva a una contradicción, porque si "heterológico" se describe a sí misma, entonces es autológica.
- ¿La palabra "heterológico" es una palabra heterológica?
  - no → "heterológico" es autológica → "heterológico" se describe a sí misma → "heterológico" es heterológica, contradicción
  - sí → "heterológico" no se describe a sí misma → "heterológico" no es heterológica, contradicción

La paradoja puede eliminarse, sin cambiar el significado de "heterológico" donde está bien definido, modificando ligeramente la definición de "heterológico" para contener a todas las palabras no-autológicas con la excepción de "heterológico." Pero "no-autológico" está sujeta a la misma paradoja, para la cual esta evasión no se aplica porque las reglas del lenguaje determina su significado de la palabra "autológico." Una modificación similar a la definición de "autológico" (tal como declararlo como el falso de "no-autológico" y sus sinónimos) parecería arreglar el problema, pero la paradoja se mantiene para los sinónimos de "autológico" y "heterológico", como "autodescriptivo" y "no-autodescriptivo", cuyos significados también necesitarían un ajuste y las consecuencias de dichos ajustes deben ser analizados y así sucesivamente. Librar al idioma español de la paradoja de Grelling-Nelson involucra considerablemente más modificaciones al lenguaje que meramente las refinaciones de las definiciones de "autológico" y "heterológico", las cuales no necesitan existir en el lenguaje para que exista la paradoja. El alcance de estos obstáculos para el Español es comparable al de la Paradoja de Russell para las matemáticas basadas en conjuntos.

### Casos arbitrarios
Uno puede preguntarse también si "autológico" es una palabra autológica.
Puede escogerse de forma que sea consistente en uno de dos casos:
- si "autológico" es autológica, y después preguntándose si se aplica a sí misma, entonces sí, lo es, y por lo tanto es autológica;
- si "autológico" no es autológica, y después preguntándose si se aplica a sí misma, entonces no, no lo es, y por lo tanto no es autológica.

Este es el opuesto de la situación para heterológico: mientras que "heterológico" no puede ser lógicamente ni autológica ni heterológica, "autológico" puede ser cualquiera. (No puede ser ambas, ya que las categorías de autológico y heterológico no pueden solaparse.)
En términos lógicos, la situación para "autológico" es:
"autológico" es autológica si y sólo si "autológico" es autológica
A si y solo si A, una tautología
mientras que la situación para "heterológico" es:
"Heterológico" es heterológica si y sólo si "heterológico" es autológica
A si y solo si no A, una contradicción

### Casos ambiguos

La primera instancia de la palabra "blue" es autológica, mientras que la segunda es heterológica.

También puede preguntarse si "ruidoso" es autológica o heterológica. Si se dice en volumen alto, es autológica; de otra forma es heterológica. Esto demuestra que algunos adjetivos no pueden ser clasificados universalmente como autológicos o heterológicos. Newhard intentó eliminar este problema asumiendo que la paradoja de Grelling trata específicamente con tipos de palabra, y no con casos.

## Similitudes con la Paradoja de Russell
La paradoja de Grelling-Nelson puede traducirse en la famosa paradoja de Bertrand Russell de la siguiente forma. Primero uno debe identificar cada adjetivo con el conjunto de objetos al cual se le aplica dicho adjetivo. Así, por ejemplo, el adjetivo "rojo" es igual al conjunto de todos los objetos rojos. De esta forma el adjetivo "pronunciable" es igual al conjunto de todas las palabras pronunciables, una de las cuales es la misma palabra "pronunciable". De tal forma, una palabra autológica se entiende como un conjunto, tal que uno de sus elementos es el mismo conjunto. La cuestión sobre si la palabra "heterológico" es heterológica" se convierte en la cuestión sobre si el conjunto de todos los conjuntos que no se contienen a sí mismos se contiene a sí mismo como un elemento.